# Equazione differenziale lineare del secondo ordine
Un'equazione differenziale lineare ordinaria del secondo ordine è un particolare tipo di equazione differenziale lineare.

## Definizione
Un'equazione differenziale lineare ordinaria del secondo ordine ha la forma:
{\displaystyle y''+a(x)\cdot y'+b(x)\cdot y=f(x)}
dove {\displaystyle a(x)} e {\displaystyle b(x)} sono funzioni continue in un intervallo reale.
Per risolverla, si consideri l'equazione differenziale omogenea associata:
{\displaystyle y''+a(x)\cdot y'+b(x)\cdot y=0}
che ha come soluzione banale {\displaystyle y=0}. Per ottenere soluzioni non banali, se {\displaystyle y_{1}} e {\displaystyle y_{2}} sono due soluzioni linearmente indipendenti di questa equazione allora anche:
{\displaystyle y=c_{1}y_{1}+c_{2}y_{2}}
è soluzione per ogni valore delle costanti {\displaystyle c_{1}} e {\displaystyle c_{2}}. Più precisamente, tutte le soluzioni dell'equazione omogenea associata sono di tale forma. Dal momento che la differenza di due soluzioni qualunque dell'equazione non omogenea deve essere soluzione dell'equazione omogenea, per trovare la soluzione generale dell'equazione non omogenea è sufficiente trovare una soluzione particolare {\displaystyle u(x)} e sommarle la generica soluzione dell'equazione omogenea associata:
{\displaystyle y=u(x)+c_{1}y_{1}+c_{2}y_{2}}
Invece di indicare la famiglia parametrica di tutte le soluzioni dell'equazione non omogenea è possibile che venga chiesto di risolvere l'equazione con dei valori iniziali assegnati. Il problema di Cauchy così delineato ha la forma:
{\displaystyle {\begin{cases}y(x_{0})=y_{0}\\y'(x_{0})=y_{1}\end{cases}}}
e queste due condizioni servono a determinare i valori delle costanti arbitrarie associate alla precedente soluzione per l'equazione non omogenea, in modo da avere una soluzione particolare che verifica il problema ai valori iniziali.

## Equazioni a coefficienti costanti

### L'equazione omogenea associata
L'equazione omogenea associata ha la forma:
{\displaystyle y''+a\cdot y'+b\cdot y=0}
dove {\displaystyle a} e {\displaystyle b} sono coefficienti costanti dati. La sua risoluzione consiste nel cercare una soluzione del tipo:
{\displaystyle y=e^{\lambda x}}
Sostituendo tale espressione nella precedente equazione omogenea, derivando e mettendo in evidenza {\displaystyle e^{\lambda x}}:
{\displaystyle e^{\lambda x}\left(\lambda ^{2}+a\lambda +b\right)=0}
Poiché l'esponenziale non si annulla mai, tale equazione si annulla se e solo se:
{\displaystyle \lambda ^{2}+a\lambda +b=0}
Se le sue radici sono reali e distinte, ovvero {\displaystyle \lambda _{1}\neq \lambda _{2}\in \mathbb {R} }, allora la soluzione è del tipo:
{\displaystyle y=c_{1}e^{\lambda _{1}x}+c_{2}e^{\lambda _{2}x}}
se sono reali e coincidenti, ovvero {\displaystyle \lambda _{1}=\lambda _{2}}, allora la soluzione è del tipo:
{\displaystyle y=\left(c_{1}+c_{2}\cdot x\right)e^{\lambda _{1}x}}
mentre se sono complesse e coniugate, ovvero {\displaystyle \lambda _{1,2}=\alpha \pm i\beta \in \mathbb {C} }, allora si possono considerare la parte reale e immaginaria separatamente:
{\displaystyle y=e^{\alpha x}\left(c_{1}\cos \beta x+c_{2}\sin \beta x\right)}

### L'equazione completa
L'equazione completa ha la forma:
{\displaystyle y''+a\cdot y'+b\cdot y=f(x)}
Per determinare le soluzioni è sufficiente aggiungere alla generica soluzione dell'equazione omogenea associata una soluzione particolare della non omogenea. Una tale soluzione particolare può essere trovata con il metodo della variazione delle costanti, oppure considerando alcuni casi particolari:
- Se {\displaystyle f(x)=P(x)}, dove {\displaystyle P(x)} è un polinomio di grado {\displaystyle m}, si cerca una soluzione particolare del tipo {\displaystyle u(x)=P_{1}(x)}, dove {\displaystyle P_{1}(x)} è un polinomio formale dello stesso grado {\displaystyle m}. Se però {\displaystyle {\lambda }=0} è soluzione (semplice) dell'equazione caratteristica associata, allora si deve cercare una soluzione del tipo {\displaystyle u(x)=x\cdot P_{1}(x)}.
- Si consideri {\displaystyle f(x)=P(x)\cdot e^{\alpha x}}, dove {\displaystyle P(x)} è un polinomio di grado {\displaystyle m}. Se {\displaystyle \alpha } non è una radice dell'equazione {\displaystyle \lambda ^{2}+a\lambda +b=0} allora si cerca una soluzione particolare del tipo:

{\displaystyle u(x)=P_{1}(x)\cdot e^{\alpha x}}
dove {\displaystyle P_{1}} è un polinomio formale dello stesso grado {\displaystyle m}. Se invece {\displaystyle \alpha } coincide con una delle radici, allora si cerca una soluzione particolare del tipo:
{\displaystyle u(x)=x^{r}\cdot P_{1}(x)\cdot e^{\alpha x}}
dove {\displaystyle r} è la molteplicità della radice {\displaystyle \alpha }.
- Si considerino {\displaystyle f(x)=A\cos(\beta x)}, oppure {\displaystyle f(x)=A\sin(\beta x)} o ancora {\displaystyle f(x)=A\cos(\beta x)+B\sin(\beta x)}, dove {\displaystyle A,B} sono costanti date. In questo caso, se {\displaystyle i\beta } non è una radice dell'equazione {\displaystyle \lambda ^{2}+a\lambda +b=0} allora si cerca una soluzione particolare del tipo:

{\displaystyle u(x)=C\cos(\beta x)+D\sin(\beta x)}
dove {\displaystyle C} e {\displaystyle D} sono costanti da determinare. In caso contrario, si cerca una soluzione del tipo:
{\displaystyle u(x)=x\cdot \left(C\cos(\beta x)+D\sin(\beta x)\right)}
- Si considerino {\displaystyle f(x)=P(x)\cdot \cos(\beta x)}, oppure {\displaystyle f(x)=Q(x)\cdot \sin(\beta x)} o ancora {\displaystyle f(x)=P(x)\cdot \cos(\beta x)+Q(x)\cdot \sin(\beta x)}, dove {\displaystyle P(x),Q(x)} sono polinomi. In questo caso, se {\displaystyle i\beta } non è una radice dell'equazione {\displaystyle \lambda ^{2}+a\lambda +b=0} allora si cerca una soluzione particolare del tipo:

{\displaystyle u(x)=P_{1}(x)\cdot \cos(\beta x)+Q_{1}(x)\cdot \sin(\beta x)}
dove {\displaystyle P_{1}(x)} e {\displaystyle Q_{1}(x)} sono polinomi di grado rispettivamente uguale a quello di {\displaystyle P(x)} e {\displaystyle Q(x)}. In caso contrario ({\displaystyle i\beta } è radice di molteplicità {\displaystyle r} dell'equazione caratteristica), si cerca una soluzione del tipo:
{\displaystyle u(x)=x^{r}\cdot \left(P_{1}(x)\cdot \cos(\beta x)+Q_{1}(x)\cdot \sin(\beta x)\right)}
- Se {\displaystyle f(x)=f_{1}(x)+f_{2}(x)+...+f_{m}(x)}, per la linearità dell'equazione si può risolvere separatamente:

{\displaystyle y''+ay'+by=f_{i}(x)\qquad i=1,...,m}
e successivamente sommare le {\displaystyle u_{i}(x)} soluzioni:
{\displaystyle u=u_{1}+u_{2}+\cdots +u_{m}}

## Equazioni a coefficienti variabili
L'equazione omogenea associata ha la forma:
{\displaystyle y''+a(x)\cdot y'+b(x)\cdot y=0}
dove {\displaystyle a(x)} e {\displaystyle b(x)} sono funzioni continue in un intervallo dell'asse reale. La sua risoluzione consiste nel cercare una soluzione della forma:
{\displaystyle y=c_{1}y_{1}+c_{2}y_{2}}
Data l'equazione completa:
{\displaystyle y''+a(x)\cdot y'+b(x)\cdot y=f(x)}
in questo caso si può usare il metodo delle variazioni delle costanti. Si cerca una soluzione dello stesso tipo di quella dell'omogenea considerando le costanti come funzioni:
{\displaystyle u(x)=c_{1}(x)y_{1}+c_{2}(x)y_{2}}
dove {\displaystyle y_{1}} e {\displaystyle y_{2}} sono due soluzioni indipendenti dell'equazione omogenea associata (due soluzioni sono tra loro indipendenti se il loro rapporto non è costante). Dal momento che {\displaystyle y_{1}} e {\displaystyle y_{2}} sono note e le funzioni {\displaystyle c_{1}} e {\displaystyle c_{2}} sono incognite, queste ultime vanno determinate in modo che {\displaystyle u(x)} soddisfi l'equazione completa. Inoltre, poiché le funzioni da determinare sono due, si può imporre una seconda condizione su {\displaystyle c_{1}} e {\displaystyle c_{2}} a piacimento. Si scelga:
{\displaystyle c_{1}^{'}(x)y_{1}+c_{2}^{'}(x)y_{2}=0}
sicché derivando {\displaystyle u(x)} due volte e utilizzando tale relazione si ha:
{\displaystyle {\begin{cases}u'(x)=c_{1}(x)y_{1}^{'}+c_{2}(x)y_{2}^{'}\\u''(x)=c_{1}(x)y_{1}^{''}+c_{2}(x)y_{2}^{''}+c_{1}^{'}(x)y_{1}^{'}+c_{2}^{'}(x)y_{2}^{'}\end{cases}}}
Sostituendo nell'equazione completa si ottiene:
{\displaystyle c_{1}(x)\cdot \left[y_{1}^{''}+a(x)y_{1}^{'}+b(x)y_{1}\right]+c_{2}(x)\left[y_{2}^{''}+a(x)y_{2}^{'}+b(x)y_{2}\right]+c_{1}^{'}(x)y_{1}^{'}+c_{2}^{'}(x)y_{2}^{'}=f(x)}
Si tratta di un sistema nelle incognite {\displaystyle c_{1}^{'}(x)} e {\displaystyle c_{2}^{'}(x)}:
{\displaystyle {\begin{cases}c_{1}^{'}(x)y_{1}+c_{2}^{'}(x)y_{2}=0\\c_{1}^{'}(x)y_{1}^{'}+c_{2}^{'}(x)y_{2}^{'}=f(x)\end{cases}}}
Una volta ricavati {\displaystyle c_{1}^{'}(x)} e {\displaystyle c_{2}^{'}(x)} (si dimostra che questo risulta sempre fattibile data l'indipendenza delle soluzioni {\displaystyle y_{1}} e {\displaystyle y_{2}}), si ricavano {\displaystyle c_{1}(x)} e {\displaystyle c_{2}(x)}. Infine, la soluzione è:
{\displaystyle u(x)=c_{1}(x)y_{1}+c_{2}(x)y_{2}}
e quella completa è:
{\displaystyle Y(x)=y+u(x)}